# Хютсенрёйтер, Воутер (младший)
Воутер Хютсенрёйтер младший (нидерл. Wouter Hutschenruyter Jr.; 15 августа 1859, Роттердам — 24 ноября 1943, Гаага) — нидерландский дирижёр, композитор и музыковед. Внук Воутера Хютсенрёйтера старшего (1796—1878).
Получил начальное музыкальное образование в Роттердаме как пианист (занимался в том числе у Вольдемара Баргиля) и скрипач. Играл на альте в нескольких нидерландских оркестрах, с 1876 года выступал с сольными фортепианными концертами, в 1879—1885 годах преподавал фортепиано в музыкальной школе. Одновременно в 1879—1887 годах был ассистентом своего отца, Виллема Хютсенрёйтера, в оркестре Роттердамской гильдии стрелков. В 1881 году опубликовал первое собственное сочинение для фортепиано.
В 1890 году Хютсенрёйтер был принят вторым дирижёром в амстердамский оркестр Консертгебау, руководимый Виллемом Кесом. Одновременно он работал с оркестрами в Роттердаме и Утрехте и в 1894 году стал первым руководителем Утрехтского муниципального оркестра. Эпоха Хютсенрёйтера в Утрехте ознаменовалась значительными успехами, вершиной которых стала мировая премьера Шестой симфонии Густава Малера 27 мая 1906 года на фестивале Немецких музыкальных обществ в Эссене, под управлением автора; позднее Хютсенрёйтер опубликовал об этом событии мемуарный очерк. В репертуаре оркестра важное место занимала и другая новейшая музыка — в том числе произведения Рихарда Штрауса и Макса Регера. В 1896 года Хютсенрёйтер опубликовал в газете Nieuwe Rotterdamsche Courant отчёт о постановке в Байройте вагнеровского «Кольца нибелунга», в 1898 году выпустил первую в Нидерландах книгу о Рихарде Штраусе, за которой последовали биографии Моцарта, Малера, Вагнера, Брамса и Шуберта (последняя вышла посмертно).
С 1917 года Хютсенрёйтер руководил музыкальной школой в Роттердаме, посвящая много времени музыковедческим сочинениям. Были опубликованы его книги «История оркестра и его инструментов» (нидерл. De geschiedenis van het orkest en van zijn instrumenten; 1926); «Симфонии Бетховена» (1928), «Сонаты Бетховена» (1930) и др., а также мемуары «Консонансы и диссонансы» (нидерл. Consonanten en dissonanten. Mijn herinneringen; 1930). Среди музыкальных произведений Хютсенрёйтера — фортепианный концерт (1883), оркестровая сюита (1889), скрипичная и виолончельная сонаты, фортепианная музыка.
Брат Хютсенрёйтера Виллем Хютсенрёйтер (1863—1950) был до 1904 года первым валторнистом и одновременно администратором оркестра Консертгебау, затем играл в оркестре своего брата, а впоследствии был заместителем директора Амстердамской консерватории.